# Střítež (okres Třebíč)
Střítež (německy Stritesch, Strzitesch, starší názvy Strzizez, Stržieterž, Strzitečž, Čretež, Střiteř, Cretes) je obec v okrese Třebíč v Kraji Vysočina, ležící přibližně kilometr na jih od Třebíče. V obci žije 554 obyvatel. 
Obcí prochází cyklistické trasy 5212 a 401, vesnicí prochází silnice II/360 a silnice ze Stříteže do Klučova. Na jižním okraji vesnice protéká potok Markovka, který se u hranice katastru vesnice rozlévá do nádrže Markova. Pod kostelem svatého Marka se nachází rybník Marek. Jižně od vesnice se nachází Klučovská hora a rybník Hodinovec. Na severním okraje katastru vesnice se nachází průmyslová zóna Hrotovická a obchodní centrum Stop Shop, tam také přiléhá těsně zástavba Třebíče.
Sousedními obcemi sídla jsou Kožichovice, Třebíč, Petrůvky a Klučov.

## Název
Původ názvu je nejednoznačný. Podle převažujícího názoru jde o hromadné podstatné jméno (typu mládež) od staročeského, jinak písemně nedoloženého výrazu pro rákos, který měl být hláskovým pokračováním (pozdně) praslovanského črětъ (téhož významu). Název vesnice by tak vyjadřoval polohu blízko rákosového porostu. Jiný, mladší názor, název pokládá za slovesné podstatné jméno (typu krádež) odvozené od slovesa střieti ve významu „kácet, mýtit“. Název vesnice by tedy vyjadřoval její polohu ve vymýcené části lesa.

## Geografie
Ze severu k jihu přes území obce prochází silnice II/360 z Třebíče do Jaroměřic nad Rokytnou, podél východní hranice území obce ze severu k jihu také vede silnice II/351 z Třebíče od Rouchovan. Ze silnice II/360 pak přes zastavěné území obce prochází silnice do Klučova, západně pak ze silnice II/360 vychází užitková silnice do zahrádkářské kolonie na jihu města Třebíče. Východně ze zastavěného území obce vychází užitková silnice k silnici II/351 a ke Kožichovicím. V severní části území se nachází průmyslová zóna Hrotovická a obchodní centrum, které těsně přiléhá k městu Třebíč, oboji je obsluhováno silnicemi. Přes území obce prochází cyklostezka 5212 a cyklostezka Jihlava–Třebíč–Raabs. Na jižní hranici území obce prochází žlutá turistická stezka s názvem Třebíčský okruh a podél západní hranice území obce prochází naučná stezka s názvem Stezka na Pekelný kopec. Těsně za východní hranicí území obce se nachází Letiště Třebíč.
Většina území obce je využívána zemědělsky, jižní okraj území obce je však zalesněn a leží na svahu Klučovské hory, zalesněná je i oblast okolo vodní nádrže Markovka. Na severním okraji se nachází průmyslová zóna Hrotovická, kde sídlí několik společností, jako jsou S.O.K, TEDOM, Nuvia nebo JOPP. Na jižním okraji zastavěného území obce se nachází menší průmyslová zóna. Na severním okraji se nachází také velké obchodní centrum.
Asi 2 km západně od území obce pramení severně od Mikulovic potok Markovka, ten pak přitéká na území obce, přijímá dva nepojmenované potoky, protéká rybníkem Marek pod kostelem sv. Marka a následně tvoří vodní nádrž Markovka, ta pak tvoří část západní hranice území obce. Do vodní nádrže ústí z jihu další nepojmenovaný potok. Markovka pak pokračuje dál na východ a po cca 5 km ústí u Vladislavi do řeky Jihlavy. Na jižním okraji území obce pod Hardeky se nachází rybník Hodinovec a východně od něj pak další menší nepojmenovaný rybník. 
Většina území obce je rovinatá a leží kolem 475 metry nad mořem, jižní okraj se však výrazněji zvyšuje a na jižní hranicí území obce se nachází několik kopců v lese Hardeky a těsně za hranicí i Klučovská hora a kopec Na Kostelíčku.
Zastavěné území obce se nachází téměř uprostřed území obce, nedaleko na jih pak leží kostel sv. Marka se hřbitovem. Severně od zastavěného území obce se nachází někdejší dvůr. Na severním okraji území obce se nachází průmyslová a obchodní zóna, která těsně přiléhá k Třebíči. U rybníka Hodinovec se nachází několik chat.
Podél západního okraje území obce prochází naučná stezka s názvem Stezka na Pekelný kopec.

## Historie
První zmínka o vesnici je v zakládací listině benediktinského kláštera v Třebíči a vztahuje se k roku 1104. Vesnice je v listině označena latinsky jako Cretes. V 12. století byl na návrší jižně od vesnice postaven kostel svatého Marka, stojí na místě zaniklé vesnice Kosovice. Střítež byla součástí majetků třebíčského kláštera. V roce 1560 byl majitelem Stříteže Burian Osovský z Doubravice, posléze pak patřila Smilovi Osovskému z Doubravice, který v roce 1572 předal jako věno několik vesnic a mezi nimi i Střítež své manželce Blance z Žerotína. Po jejím úmrtí se pak oženil s Kateřinou z Valdštejna, která pak získala mimo dalšího majetku i Střítež. Valdštejnové pak byli majiteli vesnice až do reforem v roce 1848.
V roce 1770 již probíhala výuka dětí v domku u kostela, posléze se děti vzdělávaly ve Slavicích. V roce 1824 byla zřízena škola ve Stříteži. Roku 1885 byl ve vsi založen sbor dobrovolných hasičů a v roce 1924 byl založen spolek Domovina. V roce 1911 byl postaven lihovar. V roce 1925 byla vesnice přejmenována na Střítež. Školní výuka skončila v roce 1974, budova byla změněna na kulturní dům.
V roce 1928 byla vesnice elektrifikována. V roce 1945 byla v obci založena mateřská škola, roku 1950 pak také JZD, to bylo v roce 1975 začleněno pod JZD Kožichovice. Roku 1973 byla obec kanalizována. V roce 1987 byl ve vsi rozveden vodovod, v roce 1993 se konalo referendum o osamostatnění vesnice, k osamostatnění došlo v roce 1995. Roku 1997 byla vesnice plynofikována. Roku 2001 byl ve vsi odhalen pomník osvobození, roku 2003 pomník Josefu Zvěřinovi a v roce 2007 byla odhalena pamětní deska Jiřímu Dvořákovi.
Do roku 1849 patřila Střítež do třebíčského panství, od roku 1850 patřila do okresu Jihlava, pak od roku 1855 do okresu Třebíč. Od 1. ledna 1980 do 31. prosince 1994 obec byla součástí města Třebíč.
| Rok            | 1869 | 1880 | 1890 | 1900 | 1910 | 1921 | 1930 | 1950 | 1961 | 1970 | 1980 | 1991 | 2001 | 2014 |
| Počet obyvatel | 300  | 334  | 335  | 370  | 405  | 375  | 401  | 387  | 375  | 387  | 427  | 435  | 484  | 518  |

## Politika

### Volby do Poslanecké sněmovny
|       | 2006                | 2010                | 2013                | 2017                | 2021                |
| ----- | ------------------- | ------------------- | ------------------- | ------------------- | ------------------- |
| 1.    | ČSSD (35,89 %)      | ČSSD (23,35 %)      | KSČM (21,88 %)      | ANO (34,53 %)       | ANO (30,43 %)       |
| 2.    | ODS (30,76 %)       | TOP 09 (17,51 %)    | ČSSD (20,75 %)      | SPD (10,43 %)       | SPOLU (28,76 %)     |
| 3.    | KSČM (17,58 %)      | ODS (17,15 %)       | ANO 2011 (16,22 %)  | ODS (9,71 %)        | SPD (11,37 %)       |
| účast | 72,22 % (273 z 378) | 71,13 % (276 z 388) | 65,76 % (267 z 406) | 67,23 % (278 z 415) | 71,73 % (302 z 421) |

### Volby do krajského zastupitelstva
|      | 1.                 | 2.                    | 3.                       | účast               |
| ---- | ------------------ | --------------------- | ------------------------ | ------------------- |
| 2000 | KSČM (27,73 %)     | SNK (26,05 %)         | 4KOALICE (19,32 %)       | 35,96 % (123 z 342) |
| 2004 | ODS (27,61 %)      | KSČM (24,76 %)        | SNK (22,85 %)            | 27,82 % (106 z 381) |
| 2008 | ČSSD (28,99 %)     | ODS (20,71 %)         | KSČM (18,93 %)           | 43,78 % (169 z 386) |
| 2012 | KSČM (27,32 %)     | ČSSD (22,98 %)        | Pro Vysočinu (14,28 %)   | 42,75 % (174 z 407) |
| 2016 | ANO 2011 (21,79 %) | ČSSD (16,66 %)        | KSČM (12,17 %)           | 38,07 % (158 z 415) |
| 2020 | ANO (23,12 %)      | Piráti (15,02 %)      | STAN+SNK ED (10,98 %)    | 41,09 % (173 z 421) |
| 2024 | ANO (40,6 %)       | STAN+SNK ED (14,28 %) | ODS+TOP 09+STO (12,03 %) | 32,54 % (136 z 421) |

### Prezidentské volby
V prvním kole prezidentských voleb v roce 2013 první místo obsadil Miloš Zeman (96 hlasů), druhé místo obsadil Karel Schwarzenberg (53 hlasů) a třetí místo obsadil Jan Fischer (42 hlasů). Volební účast byla 71,01 %, tj. 289 ze 407 oprávněných voličů. V druhém kole prezidentských voleb v roce 2013 první místo obsadil Miloš Zeman (180 hlasů) a druhé místo obsadil Karel Schwarzenberg (99 hlasů). Volební účast byla 68,72 %, tj. 279 ze 406 oprávněných voličů.
V prvním kole prezidentských voleb v roce 2018 první místo obsadil Miloš Zeman (137 hlasů), druhé místo obsadil Jiří Drahoš (79 hlasů) a třetí místo obsadil Pavel Fischer (23 hlasů). Volební účast byla 71,08 %, tj. 295 ze 415 oprávněných voličů. V druhém kole prezidentských voleb v roce 2018 první místo obsadil Miloš Zeman (187 hlasů) a druhé místo obsadil Jiří Drahoš (129 hlasů). Volební účast byla 76,14 %, tj. 316 ze 415 oprávněných voličů.
V prvním kole prezidentských voleb v roce 2023 první místo obsadil Andrej Babiš (126 hlasů), druhé místo obsadil Petr Pavel (90 hlasů) a třetí místo obsadila Danuše Nerudová (40 hlasů). Volební účast byla 75,48 %, tj. 317 ze 420 oprávněných voličů. V druhém kole prezidentských voleb v roce 2023 první místo obsadil Petr Pavel (162 hlasů) a druhé místo obsadil Andrej Babiš (157 hlasů). Volební účast byla 75,41 %, tj. 319 ze 423 oprávněných voličů.

## Pamětihodnosti
- románský kostelík sv. Marka – obraz na hlavním oltáři namaloval třebíčský malíř Václav Hartmann roku 1797[32]
- hřbitov s kostnicí z roku 1648 – kolem kostela[32]
- barokní kaple z 18. století – na hřbitově[32]
- zvonička na návsi náleží k ukázkám lidové architektury 19. století[32]
- pomník Josefu Zvěřinovi z roku 2003[12] u zvonice na návsi, autorem je Zdeněk Šplíchal[33][32]
- studna Libuše na návsi[32]
- památník obětem první světové války[32]
- pamětní deska obětem druhé světové války v parku[32]
- pomník osvobození z roku 2001[12]
- pamětní deska Jiřímu Dvořákovi[12]
- socha sv. Jana Nepomuckého z roku 1737[32]
- kamenný kříž z roku 1876[34]
- robotní kříž u silnice do Klučova[35]
- kámen s vytesaným křížem u silnice do Třebíče[34]

## Slavní rodáci a obyvatelé Stříteže
- Jiří Dvořák (1891–1977), akademický malíř, inženýr, středoškolský profesor
- Marie Dvořáková (* 1947), kronikářka a spisovatelka, narozena v Třebíči
- Josef Krška (1872–1946), legionář[36]
- Ivan Procházka (* 1962), inženýr, autor odborných publikací, článků, sloganů a log
- František Ondráček (1888 nebo 1898–?), truhlář, legionář, předseda MNV, předseda československé obce legionářské v Třebíči[37]
- Josef Procházka (1899–1971), starosta obce 1930–1945, betlémář, ochotník a hasič
- Karel Ondráček (1895–1976), voják, generálmajor
- Rudolf Ondráček (1889–1964[38]), legionář[37]
- Bohumír Pátek (1893–1965), legionář, četník[37]
- Karel Průša (* 1952), spisovatel, žije ve Stříteži, narozen v Třebíči
- Jan Příbek-Lipský (1904–1976), pedagog a básník
- Josef Zvěřina (1913–1990), římskokatolický teolog, duchovní, filosof, docent, ThDr., chartista